# Thomas Treadwell Davis

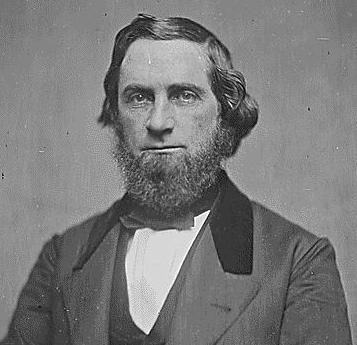
Thomas T. Davis, um 1863

Thomas Treadwell Davis (* 22. August 1810 in Middlebury, Vermont; † 2. Mai 1872 in Washington, D.C.) war ein US-amerikanischer Jurist und Politiker. Zwischen 1863 und 1867 vertrat er den Bundesstaat New York im US-Repräsentantenhaus. Der Kongressabgeordnete Thomas Tredwell war sein Großvater.

## Leben
Thomas Treadwell Davis wurde ungefähr zwei Jahre vor dem Ausbruch des Britisch-Amerikanischen Krieges im Addison County geboren. Die Familie zog 1817 nach Oneida County (New York) und ließ sich in Clinton nieder. Dort besuchte er die Clinton Academy und graduierte 1831 am Hamilton College. Er zog 1831 nach Syracuse im Onondaga County. In der Folgezeit studierte er Jura. Nach dem Erhalt seiner Zulassung als Anwalt 1833 begann er in Syracuse zu praktizieren. Ferner war er im Eisenbahnwesen und Kohlebergbau tätig.
Politisch gehörte er zu jener Zeit der Unionist Party an. Bei den Kongresswahlen des Jahres 1862 für den 38. Kongress wurde er im 23. Wahlbezirk von New York in das US-Repräsentantenhaus in Washington D.C. gewählt, wo er am 4. März 1863 die Nachfolge von Ambrose W. Clark antrat. Er schloss sich dann der Republikanischen Partei an. 1864 wählte man ihn in den 39. Kongress. Da er auf eine erneute Kandidatur 1866 verzichtete, schied er nach dem 3. März 1867 aus dem Kongress aus. Seine erste Amtsperiode war vom Bürgerkrieg überschattet und seine zweite von der Nachkriegszeit.
Nach seiner Kongresszeit nahm er in Syracuse wieder seine Tätigkeit als Anwalt auf. Er verstarb am 2. Mai 1872 in Washington D.C. Sein Leichnam wurde eingeäschert und die Asche auf dem Oakwood Cemetery deponiert.